# Indian Airlines
Indian Airlines Limited eller Indian (tidligere Indian Airlines Corporation) er et indisk flyselskab, der hovedsagelig flyver indenrigsflyvning i Indien kombineret med udenrigsflyvning til nabolandene.
Selskabet blev grundlagt 15. juni 1953 som et statsejet selskab og blev delvis privatiseret i 1994. Det indiske lavpris-flyselskabet Alliance Air er ejet af Indian Airlines. I 2005 ændrede Indian Airlines navn til Indian, som led i en større publicity-kampagne samt indgåelse af et tættere samarbejde med Air India.
Selskabet har en flyflåde bestående af i alt 60 fly fordelt på 3 Airbus A300, 56 Airbus A320 og 2 Dornier 228 (pr. maj 2007). Selskabet har omkring 20.000 ansatte.
Indian Airlines (Indian) blev med virkning fra 15. juli 2007 sluttet sammen med Indiens nationale luftfartsselskab Air India. Begge selskaber opererer fortsat under eget navn, men på længere sigt vil alle Indians aktiviteter blive underlagt firmanavnet Air India.
ICAO-kode: IAC – IATA-code: IC

## Eksterne links
- Indian Airlines – officiel website Arkiveret 9. marts 2000 hos  Wayback Machine

| Firma | Spire Denne artikel om et firma eller en virksomhed er en spire som bør udbygges. Du er velkommen til at hjælpe Wikipedia ved at udvide den. |

- Wikimedia Commons har flere filer relateret til Indian Airlines

| Luftfart | Spire Denne artikel om flyvning er en spire som bør udbygges. Du er velkommen til at hjælpe Wikipedia ved at udvide den. |